# Cadel Evans
(Cadel Evans, 2010)
Cadel Lee Evans (Katherine, 14 febbraio 1977) è un ex ciclista su strada e mountain biker australiano.
È stato prima un biker di livello nel cross country, specialità in cui vinse due Coppe del mondo. È quindi passato al professionismo su strada, nel 2001, specializzandosi nelle corse a tappe. Si è aggiudicato il campionato del mondo di ciclismo su strada nel 2009 a Mendrisio e il Tour de France nel 2011, oltreché la Freccia Vallone 2010 e, nel 2011, Tirreno-Adriatico e Tour de Romandie; ha inoltre maturato podi in tutti i grandi Giri.

## Carriera

### La mountain bike e gli esordi su strada
Cadel Evans inizia la carriera nella mountain bike. Membro della squadra Volvo Cannondale MTB, vince la Coppa del mondo di mountain bike del 1998 e 1999 nel cross country. L'anno dopo, nella stessa specialità, ai Giochi della XXVII Olimpiade di Sydney ottiene un settimo posto.
Dopo un periodo passato nella Saeco come tirocinante nel 1999, firma il primo contratto da professionista con la squadra italiana nel 2001. Si mette già in luce in quella prima stagione vincendo il Brixia Tour e il Giro d'Austria.

### 2002: l'anno alla Mapei e la maglia rosa al Giro
Grazie ai buoni risultati, nel novembre 2001 viene ingaggiato dalla prestigiosa squadra italiana Mapei. La sua prima corsa con il nuovo team è il Tour Down Under, in Australia, in cui vince la 5ª tappa grazie a un attacco a meno di due chilometri dall'arrivo. Vince inoltre la classifica della montagna e, insieme a Daniele Nardello e Andrea Tafi, permette alla Mapei di imporsi nella classifica a squadre.
In marzo conclude al decimo posto la Paris-Nice, con un secondo posto al traguardo sul Col d'Èze. Ottiene altri buoni risultati nelle corse a tappe in primavera: terzo alla Settimana Internazionale di Coppi e Bartali, sesto alla Vuelta al País Vasco e terzo al Tour de Romandie. Nel frattempo si classifica trentasettesimo alla Liegi-Bastogne-Liegi, dominata dalla Mapei con Paolo Bettini e Stefano Garzelli ai primi due posti.
La rivelazione di Evans avviene al Giro d'Italia, il suo primo Grande Giro, a cui partecipa inizialmente come gregario di Garzelli per le tappe di montagna. Al terzo giorno di corsa, Evans lancia il capitano verso la vittoria di tappa e la conquista della maglia rosa a Liegi. Dopo un nuovo successo a Limone Piemonte, Garzelli perde la maglia, e poi viene escluso dalla corsa in seguito a un controllo antidoping in cui risulta positivo al Probenecid. Evans era il corridore della Mapei meglio piazzato nella generale (al tredicesimo posto) e la seconda posizione conquistata sul traguardo di San Giacomo (tredicesima tappa) gli permette di salire in quinta posizione. L'indomani nella tappa a cronometro viene battuto solo da Tyler Hamilton e Serhij Hončar, e sale a soli 48 secondi di ritardo dal leader della corsa Jens Heppner: si impadronisce della sua prima maglia rosa dopo la prima tappa sulle Dolomiti con arrivo a Corvara in Badia; il giorno successivo, però, va in crisi di fame sull'ascesa finale verso Folgaria, giunge al traguardo con più di un quarto d'ora di ritardo e cede la maglia a Paolo Savoldelli. Termina il Giro al quattordicesimo posto.
Nel 2002 inizia inoltre la sua collaborazione con Aldo Sassi e il centro ricerche Mapei Sport di Castellanza, poi proseguito (dopo la morte di Sassi nel dicembre del 2010) con Andrea Morelli, suo nuovo allenatore dopo essere già stato suo consulente negli anni passati circa il posizionamento in sella sulla bici da strada e da cronometro.

### 2003-2004: il biennio alla Telekom/T-Mobile
Nell'agosto nel 2002 viene ingaggiato per le successive due stagioni dalla squadra tedesca T-Mobile. Come l'anno precedente con la Mapei, disputa la prima corsa in patria al Tour Down Under, chiudendo decimo. La stagione si rivela successivamente una delle più difficili per lui. Si frattura la clavicola sinistra tre volte: la prima in aprile all'Amstel Gold Race – per cui perde anche la possibilità di correre la Liegi-Bastogne-Liegi – poi una nuova caduta alla fine di maggio alla Rund um die Hainleite gli impedisce di disputare il suo primo Tour de France. Ritorna alle gare alla fine di luglio al Giro della Bassa Sassonia. Il mese seguente prende parte alla Vuelta a España, subendo la terza frattura della clavicola dopo essere caduto nel corso della 3ª tappa, e chiudendo anticipatamente la propria stagione agonistica.
Nel 2004, malgrado la vittoria all'Österreich-Rundfahrt in giugno, non viene scelto dalla T-Mobile per disputare il Tour de France e nemmeno dalla selezione nazionale per partecipare alla prova olimpica di Atene.

### 2005-2006: i primi anni alla Davitamon-Lotto

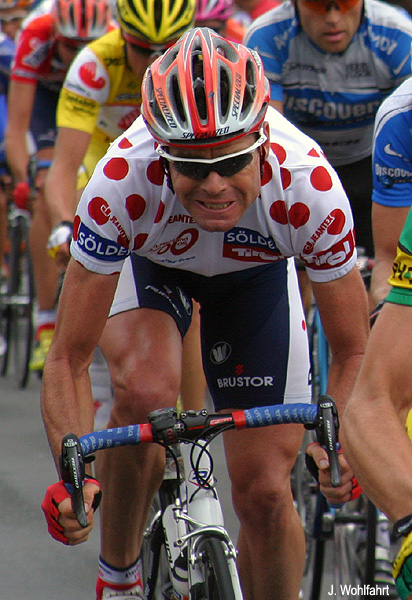
Evans in maglia a pois impegnato durante il Deutschland Tour 2005

Per la stagione 2005 venne ingaggiato dalla squadra belga Davitamon-Lotto. Già nei primi mesi di corse ottiene dei buoni piazzamenti nelle classiche delle Ardenne e soprattutto nelle corse a tappe come la Paris-Nice (ottavo), il Tour de Suisse (quindicesimo) e, più tardi, il Deutschland Tour (quinto), durante il quale vince una tappa, in cima al Feldberg. Alla sua prima partecipazione al Tour de France dimostra regolarità nelle tappe di montagna e nelle cronometro, concludendo ottavo a Parigi, e succedendo a Phil Anderson nell'elenco degli australiani capaci di piazzarsi tra i primi dieci alla Grande Boucle.
Nel 2006 ottenne la prima grande vittoria, il Tour de Romandie, che si aggiudica vincendo la cronometro finale e superando Alberto Contador, fino ad allora al primo posto della generale. Successivamente migliora il risultato al Tour de France classificandosi quarto. In settembre conclude al secondo posto il Tour de Pologne.

### 2007-2008: la vittoria del ProTour e il secondo posto al Tour
Nel 2007 viene scelto come capitano per le corse a tappe della sua squadra, divenuta Predictor-Lotto. Dopo aver preso il via a Paris-Nice, Vuelta al País Vasco e Tour de Romandie, in giugno conclude al secondo posto il Critérium du Dauphiné Libéré, preceduto da Christophe Moreau. Annunciato come uno dei favoriti del Tour de France, si classifica secondo nella cronometro della 13ª tappa (l'esclusione per doping del vincitore Aleksandr Vinokurov, qualche giorno più tardi, trasforma quel risultato in vittoria); dimostrando grande regolarità sulle montagne, si mantiene quindi nelle prime tre posizioni della classifica generale: il secondo posto a cronometro ottenuto in occasione della penultima tappa, questa volta alle spalle di Levi Leipheimer, gli permette di salire sul secondo gradino del podio finale, preceduto di soli 23 secondi dal vincitore della corsa Alberto Contador.
In settembre partecipa alla Vuelta a España. Qui riesce a piazzarsi secondo nella tappa di Arcalís, sui Pirenei, preceduto alle sprint da Denis Men'šov, e anche in quella di Avila, alle spalle di Luis Pérez Rodríguez. Conclude la corsa al quarto posto della generale, a 10 secondi dal podio. I numerosi piazzamenti ottenuti durante la stagione, insieme alla squalifica di Danilo Di Luca in seguito alla sua sospensione per doping, gli permettono di succedere ad Alejandro Valverde nella vittoria della classifica individuale dell'UCI ProTour 2007.
Inizia il 2008 con il secondo posto alla Vuelta al País Vasco e alla Freccia Vallone, e con quattro successi, tra cui la tappa del Mont Ventoux alla Paris-Nice e la classifica generale della Settimana Internazionale di Coppi e Bartali. In luglio torna al Tour de France, concludendolo al secondo posto a 58 secondi dal vincitore, lo spagnolo Carlos Sastre. Durante la gara veste per la prima volta in carriera la maglia gialla, indossandola per cinque giorni, malgrado una caduta durante la nona tappa gli avesse causato un infortunio alla spalla.

### 2009: il podio alla Vuelta e il titolo mondiale

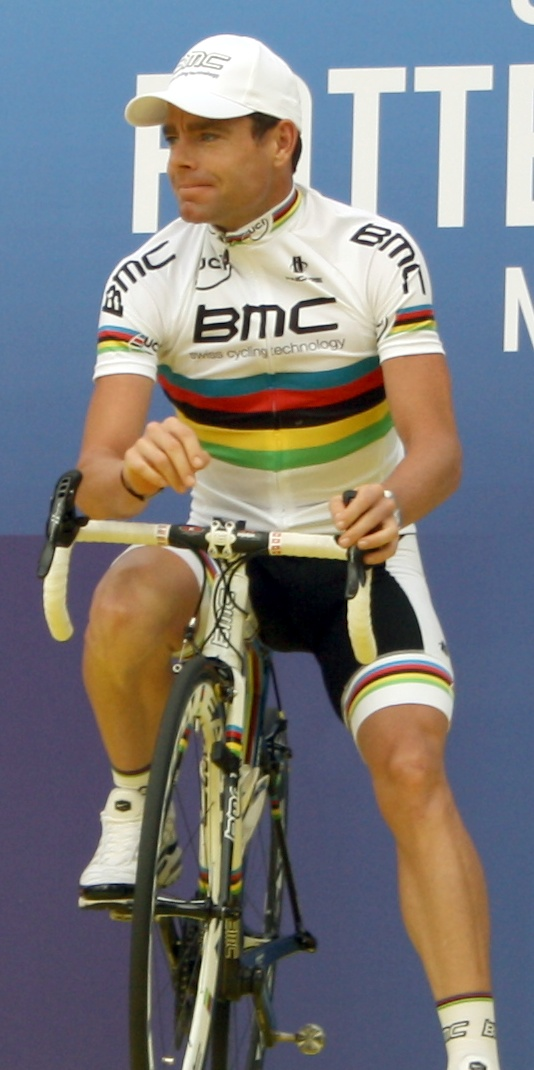
Evans in maglia iridata alla presentazione del Tour de France 2010

Come per gli anni precedenti, anche nel 2009 il Tour de France è il principale obiettivo stagionale di Evans. In aprile l'australiano ottiene diversi piazzamenti, tra cui quinto alla Freccia Vallone, quarto alla Vuelta al País Vasco e settimo al Tour de Romandie. In giugno vince la prima tappa del Dauphiné Libéré, prova che conclude al secondo posto; nel mese seguente, nonostante il buono stato di forma, conclude la Grande Boucle solamente al trentesimo posto della generale. Deluso della prestazione, partecipa alla Vuelta a España con l'obiettivo di vincerla. Al termine dell'ottava tappa indossa la maglia oro ma nella tredicesima, a causa di un problema meccanico, perde più di un minuto: termina la corsa al terzo posto, a 1'32" dal vincitore Alejandro Valverde.
Al termine della Vuelta, partecipa alla prova in linea dei mondiali su strada di Mendrisio (a pochi chilometri dalla sua residenza a Stabio), aggiudicandosi in solitaria la gara dopo aver distanziato Aleksandr Kolobnev e Joaquim Rodríguez. Diventa così il primo australiano in grado di vincere la maglia iridata. Il 31 ottobre seguente annuncia la fine della collaborazione con la Silence-Lotto, firmando il giorno successivo un contratto triennale con la squadra statunitense BMC Racing Team. Il 22 novembre viene eletto "ciclista australiano dell'anno" dalla federazione del suo paese.

### 2010: il passaggio alla BMC e la vittoria alla Freccia Vallone
Debutta nella stagione 2010 con il sesto posto al Tour Down Under. Il primo successo da campione del mondo e da corridore del BMC Racing Team lo ottiene invece il 21 aprile alla Freccia Vallone, davanti a Joaquim Rodríguez e ad Alberto Contador. Partecipa poi al Giro d'Italia. Si piazza terzo nel prologo, per poi indossare la maglia rosa già nella seconda tappa e perderla il giorno successivo a causa di un ritardo dovuto a una caduta. Si impone nella settima tappa a Montalcino (corsa sotto una pioggia battente su diversi tratti di strade bianche, che trasformarono i corridori in vere maschere di fango), davanti a Damiano Cunego e Aleksandr Vinokurov. Pur avendo corso le ultime dieci tappe con la febbre, chiude il Giro al quinto posto in classifica, a oltre 3 minuti dal primo classificato Ivan Basso, conquistando al contempo la maglia rossa di leader della classifica a punti.
Successivamente prende parte al Tour de France. Dopo un buon prologo si rende protagonista nella tappa di Arenberg (che prevedeva numerosi tratti di pavé), giungendo terzo con 53 secondi di vantaggio sul rivale Denis Men'šov e più di un minuto su Alberto Contador. Nel corso dell'ottava tappa cade fratturandosi il gomito sinistro; riesce però a concludere la frazione e a indossare anche la maglia gialla. Tenuti gli avversari all'oscuro dell'infortunio, prende il via nella frazione successiva non riuscendo però a stare con i migliori: perde otto minuti da Andy Schleck, che in classifica lo seguiva, e di conseguenza la testa della classifica. Nonostante tutto riesce a concludere la corsa arrivando a Parigi al ventiseiesimo posto. Al termine della stagione viene nominato ciclista professionista dell'anno dai vertici sportivi australiani.

### 2011: il successo al Tour de France
Nel marzo 2011 partecipa alla Tirreno-Adriatico: conquista la leadership provvisoria della classifica generale al termine della 5ª tappa, vince la sesta con arrivo a Macerata e nell'ultima frazione, una cronometro a San Benedetto del Tronto, riesce a difendere la maglia laureandosi vincitore della corsa. In seguito si aggiudica anche la classifica finale del Tour de Romandie 2011 dopo aver preso il primato al termine della penultima tappa, la cronometro di Signal-de-Bougy.

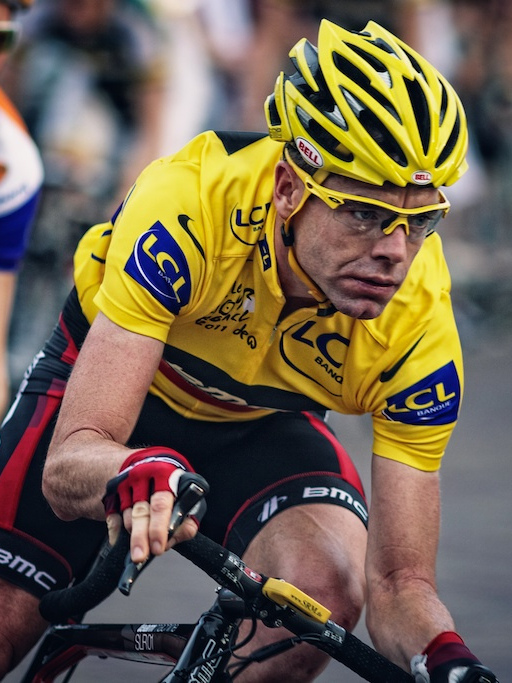
Evans in maglia gialla al Tour de France 2011

Presentatosi ancora una volta alla partenza del Tour de France, il 5 luglio vince la quarta tappa battendo in volata al fotofinish Alberto Contador. Dopo aver resistito in salita contro gli altri favoriti della Grande Boucle (i fratelli Andy e Fränk Schleck, Contador e Samuel Sánchez) sia sui Pirenei che sulle Alpi, il 23 luglio termina secondo la penultima tappa, una cronometro a Grenoble, indossando la maglia gialla a scapito di Andy Schleck, e il giorno successivo, all'età di 34 anni, diventa il primo australiano a vincere il Tour de France.
Il 1º agosto 2011 viene ufficializzato il rinnovo del contratto con la BMC fino al 2015.

### 2012
Nel 2012 punta principalmente a difendere la maglia gialla dell'anno precedente al Tour. Partecipa dapprima al Critérium du Dauphiné, ottenendo il terzo posto dietro Michael Rogers e Bradley Wiggins. Partecipa quindi alla Grande Boucle ma non riesce a trovare la forma dell'edizione passata, andando in crisi nella tappa con arrivo a Fontcouverte-la-Toussuire e perdendo oltre 1'30" dai diretti rivali. Da quel momento Evans non riesce più a recuperare, uscendo dal podio e concludendo la corsa a tappe francese al settimo posto.

### 2013: il podio al Giro d'Italia
Per recuperare i giorni di preparazione persi a seguito di una caduta occorsagli in allenamento, inconveniente che lo vedrà costretto a rinunciare alla settimana delle Ardenne, nel 2013 Evans torna al Giro d'Italia, ottenendo il terzo posto finale nella corsa rosa e diventando il primo australiano a salire sul podio di tutti i Grandi Giri. Tuttavia paga gli sforzi sostenuti sulle strade italiane poche settimane dopo, al Tour de France, corsa che era il suo principale obiettivo stagionale e dove non riesce a entrare nemmeno nella top ten.

## Palmarès

### Strada
- 1997 (DiamondBack International)

Gara Ciclistica Milionaria di Montappone
- 1998 (Volvo-Cannondale)

Mount Buller Road Race
6ª tappa Tasmania Summer Tour
Classifica generale Tasmania Summer Tour
- 1999 (Volvo-Cannondale)

3ª tappa Tour of Tasmania (Swansea > Mt. Wellington)
Classifica generale Tour of Tasmania
3ª tappa Le Transalsace International (Ensisheim > Altkirch)
- 2001 (Saeco, quattro vittorie)

4ª tappa Österreich-Rundfahrt (Bad Gastein > Kitzbüheler Horn)
Classifica generale Österreich-Rundfahrt
Classifica generale Brixia Tour
À travers Lausanne
- 2002 (Mapei-Quick Step, tre vittorie)

5ª tappa Tour Down Under (Gawler > Tanunda)
4ª tappa UNIQA Classic (Gresten > Großraming)
Giochi del Commonwealth, Prova a cronometro
- 2004 (T-Mobile Team, due vittorie)

2ª tappa Österreich-Rundfahrt (Salisburgo > Kitzbüheler Horn)
Classifica generale Österreich-Rundfahrt
- 2005 (Davitamon-Lotto, una vittoria)

7ª tappa Deutschland Tour (Singen > Feldberg)
- 2006 (Davitamon-Lotto, tre vittorie)

5ª tappa Tour de Romandie (Losanna > Losanna, cronometro)
Classifica generale Tour de Romandie
9ª tappa Tour de Suisse (Kerzers > Berna, cronometro)
- 2007 (Predictor-Lotto, tre vittorie)

13ª tappa Tour de France (Albi > Albi, cronometro)
19ª tappa Tour de France
(Cognac > Angoulême, cronometro)
2ª prova Test Event Beijing 2008
Classifica generale Test Event Beijing 2008
- 2008 (Silence-Lotto, quattro vittorie)

2ª tappa Vuelta a Andalucía (Torrox > La Zubia)
4ª tappa Paris-Nice (Montélimar > Mont Ventoux)
3ª tappa Settimana Internazionale di Coppi e Bartali (Scandiano > Pavullo)
Classifica generale Settimana Internazionale di Coppi e Bartali
- 2009 (Silence-Lotto, tre vittorie)

5ª tappa Settimana Internazionale di Coppi e Bartali (Scandiano > Sassuolo)
1ª tappa Critérium du Dauphiné Libéré (Nancy > Nancy, cronometro)
Campionati del mondo, Prova in linea
- 2010 (BMC Racing Team, due vittorie)

Freccia Vallone
7ª tappa Giro d'Italia (Carrara > Montalcino)
- 2011 (BMC Racing Team, cinque vittorie)

6ª tappa Tirreno-Adriatico (Ussita > Macerata)
Classifica generale Tirreno-Adriatico
Classifica generale Tour de Romandie
4ª tappa Tour de France (Lorient > Mûr-de-Bretagne)
Classifica generale Tour de France
- 2012 (BMC Racing Team, tre vittorie)

2ª tappa Critérium International (Porto-Vecchio > Porto-Vecchio, cronometro)
Classifica generale Critérium International
1ª tappa Critérium du Dauphiné (Seyssins > Saint-Vallier)
- 2013 (BMC Racing Team, una vittoria)

4ª tappa Tour of Alberta (Black Diamond > Canmore)
- 2014 (BMC Racing Team, cinque vittorie)

3ª tappa Tour Down Under (Norwood > Campbelltown)
3ª tappa Giro del Trentino (Mori > Roncone)
Classifica generale Giro del Trentino
6ª tappa Tour of Utah (Salt Lake City > Snowbird Ski and Summer Resort)
7ª tappa Tour of Utah (Park City > Park City)

#### Altri successi
- 2002 (Mapei-Quick Step)

Classifica scalatori Tour Down Under
1ª tappa Settimana Internazionale di Coppi e Bartali (Rimini > Rimini, cronosquadre)
- 2003 (T-Mobile)

Classifica scalatori Tour Down Under
- 2006 (Davitamon-Lotto)

Classifica scalatori Tour Down Under
- 2007 (Predictor-Lotto)

1ª tappa, 2ª semitappa Settimana Internazionale di Coppi e Bartali (Misano Adriatico, cronosquadre)
Grand Prix du Castillon-la-Bataille
Classifica generale UCI ProTour
- 2009 (Silence-Lotto)

Classifica a punti Critérium du Dauphiné Libéré
- 2010 (BMC Racing Team)

Classifica a punti Giro d'Italia
Premio Azzurri d'Italia Giro d'Italia
Trofeo Bonacossa Giro d'Italia
Nacht von Hannover
- 2011 (BMC Racing Team)

Cibel Na-Tourcriterium Saint-Niklaas
Profronde van Surhuisterveen
- 2012 (BMC Racing Team)

Classifica punti Critérium International
Classifica punti Critérium du Dauphiné
- 2014 (BMC Racing Team)

1ª tappa Giro del Trentino (Riva del Garda > Arco, cronosquadre)

### Mountain bike
- 1996

Campionati australiani, prova Cross country
- 1997

Campionati australiani, prova Cross country
2ª prova Coppa del mondo cross country (Wellington)
8ª prova Coppa del mondo cross country (Vail)
Cactus Cup
Big Bear
- 1998

2ª prova Coppa del mondo cross country (Silves)
5ª prova Coppa del mondo cross country (Plymouth)
6ª prova Coppa del mondo cross country (Canmore)
6ª tappa Tour de France
- 1999

3ª prova Coppa del mondo cross country (Madrid)
- 2000

6ª prova Coppa del mondo cross country (Mont Sainte-Anne)
7ª prova Coppa del mondo cross country (Canmore)

### Altri successi
- 1998

Classifica generale Coppa del mondo di cross country
- 1999

Classifica generale Coppa del mondo di cross country

## Piazzamenti

### Grandi Giri
- Giro d'Italia

2002: 14º
2010: 5º
2013: 3º
2014: 8º
- Tour de France

2005: 8º
2006: 4º
2007: 2º
2008: 2º
2009: 30º
2010: 26º
2011: vincitore
2012: 7º
2013: 39º
- Vuelta a España

2003: ritirato (4ª tappa)
2004: 60º
2007: 4º
2009: 3º
2014: 52º

### Classiche monumento
- Liegi-Bastogne-Liegi

2002: 37º
2005: 5º
2006: 80º
2007: 36º
2008: 7º
2009: 16º
2010: 4º
- Giro di Lombardia

2001: 33º
2004: 4º
2005: ritirato
2006: 55º
2007: 6º
2008: 26º
2009: 10º
2010: ritirato
2014: 25º

### Competizioni mondiali
- Campionati del mondo di mountain bike

Cairns 1996 - Cross country under 23: 3º
Château-d'Œx 1997 - Cross country under 23: 2º
Åre 1999 - Cross country under 23: 2º
- Campionati del mondo su strada

Valkenburg 1998 - In linea Under-23: 20º
Valkenburg 1998 - Cronometro Under-23: 9º
Verona 1999 - In linea Under-23: 24º
Lisbona 2001 - In linea Elite: 26º
Verona 2004 - In linea Elite: ritirato
Madrid 2005 - In linea Elite: ritirato
Salisburgo 2006 - In linea Elite: 40º
Stoccarda 2007 - In linea Elite: 5º
Mendrisio 2009 - In linea Elite: vincitore
Melbourne 2010 - In linea Elite: 17º
Toscana 2013 - In linea Elite: ritirato
Ponferrada 2014 - In linea: ritirato
- Giochi olimpici

Atlanta 1996 - Cross country: 9º
Sydney 2000 - Cross country: 7º
Pechino 2008 - In linea: 14º
Pechino 2008 - Cronometro: 5º
Londra 2012 - In linea: 80º

## Riconoscimenti
- Sportivo dell'anno del quotidiano Sydney Morning Herald nel 2007
- Mendrisio d'oro del Velo Club Mendrisio nel 2009
- Ciclista dell'anno della Federazione Ciclistica Australiana nel 2009
- Premio Franco Ballerini nel 2011
- Premio impronta sportiva-Memorial Fabio Casartelli nel 2012